# Brachyotum
Brachyotum é um género botânico pertencente à família Melastomataceae.

## Espécies
- Brachyotum alpinum, Cogn.
- Brachyotum azuayense, Wurdack
- Brachyotum benthamianum, Triana
- Brachyotum campii, Wurdack
- Brachyotum confertum, (Bonpl.) Triana
- Brachyotum ecuadorense, Wurdack
- Brachyotum fictum, Wurdack
- Brachyotum fraternum, Wurdack
- Brachyotum gleasonii, Wurdack
- Brachyotum gracilescens, Triana
- Brachyotum harlingii, Wurdack
- Brachyotum incrassatum, E.Cotton
- Brachyotum jamesonii, Triana
- Brachyotum johannes-julii, E.Cotton
- Brachyotum ledifolium, Triana
- Brachyotum rotundifolium, Cogn.
- Brachyotum rugosum, Wurdack
- Brachyotum russatum, E.Cotton
- Brachyotum strigosum, (L.f.) Triana
- Brachyotum trichocalyx, Triana

1. ↑  «Brachyotum — World Flora Online». www.worldfloraonline.org. Consultado em 19 de agosto de 2020